# Ејми Полер
Ејми Полер (енгл. Amy Poehler; 16. септембар 1971) је америчка глумица, комичарка, сценаристкиња и продуценткиња. Најпознатија је као једна од чланица скеч-комедије Saturday Night Live, као и по главној улози у серији Parks and Recreation која јој је донела Златни глобус и пет номинација за награду Еми.

## Филмографија
| Филмови               |                                        |               |                     | |
| Година                | Српски назив                           | Изворни назив | Улога               | Напомене |
| 2004                  | Опасне девојке                         |               | госпођа Џорџ        | |
| 2007                  | Шрек 3                                 |               | Снежана (глас)      | |
| 2009                  | Алвин и веверице 2                     |               | Еленор Милер (глас) | |
| 2011                  | Алвин и веверице 3: Урнебесни бродолом |               | Еленор Милер (глас) | |
| 2013                  | Спикер 2: Легенда се наставља          |               | Венди ван Пил       | камео |
| 2015                  | У мојој глави                          |               | Радост (глас)       | |
| 2021                  | Дрчна                                  |               | Лиса Џонсон         | |
| 2024                  | У мојој глави 2                        |               | Радост (глас)       | |
| Телевизијски програми |                                        |               |                     | |
| 2004–2005             | Ометени у тазвоју                      |               | Џобова жена         | 5 епизода |
| 2005                  | Сунђер Боб Коцкалоне                   |               | бака (глас)         | епизода Have You Seen This Snail? |
| 2005, 2014            | Симпсонови                             |               | Џенда (глас)        | 2 епизоде |
| 2009–2015, 2020       | Паркови и рекреација                   |               | Лесли Ноуп          | 112 епизода; извршна продуценткиња, режисерка, сценаристкиња Златни глобус за најбољу глумицу у ТВ мјузиклу или комедији (2014) номинована - Златни глобус за најбољу глумицу у ТВ мјузиклу или комедији (2012, 2013) номинована - Награда Еми за најбољу главну глумицу у хумористичкој серији (2010—2014) |